# Bryshon Nellum
Bryshon Lorenzo Nellum (Los Angeles, 1º maggio 1989) è un velocista statunitense.

## Palmarès
| Anno | Manifestazione    | Sede      | Evento            | Risultato  | Prestazione | Note                                     |
| ---- | ----------------- | --------- | ----------------- | ---------- | ----------- | ---------------------------------------- |
| 2005 | Mondiali allievi  | Marrakech | 400 m piani       | Bronzo     | 46"81       |                                          |
| 2005 | Mondiali allievi  | Marrakech | Staffetta svedese | Oro        | 1'51"19     |                                          |
| 2006 | Mondiali juniores | Pechino   | 4×400 m           | Oro        | 3'03"76     |                                          |
| 2012 | Giochi olimpici   | Londra    | 400 m piani       | Semifinale | 45"02       |                                          |
| 2012 | Giochi olimpici   | Londra    | 4×400 m           | Argento    | 2'57"05     | Miglior prestazione personale stagionale |
| 2015 | Mondiali          | Pechino   | 400 m piani       | Semifinale | 44"77       |                                          |
| 2015 | Mondiali          | Pechino   | 4×400 m           | Oro        | 2'57"82     | Miglior prestazione mondiale stagionale  |
| 2017 | Mondiali          | Londra    | 4×400 m           | Argento    | 2'58"61     | Miglior prestazione personale stagionale |